# Sant'Agata del Bianco
Sant'Agata del Bianco là một đô thị ở tỉnh Reggio Calabria trong vùng Calabria, Ý, có cự ly khoảng 100 km về phía tây nam của Catanzaro và khoảng 35 km về phía đông của Reggio Calabria. Tại thời điểm ngày 31 tháng 12 năm 2004, đô thị này có dân số 708 người và diện tích là 18,9 km².
Sant'Agata del Bianco giáp các đô thị: Africo, Bruzzano Zeffirio, Caraffa del Bianco, Casignana, Ferruzzano, Samo, San Luca.